# Médaille Patterson

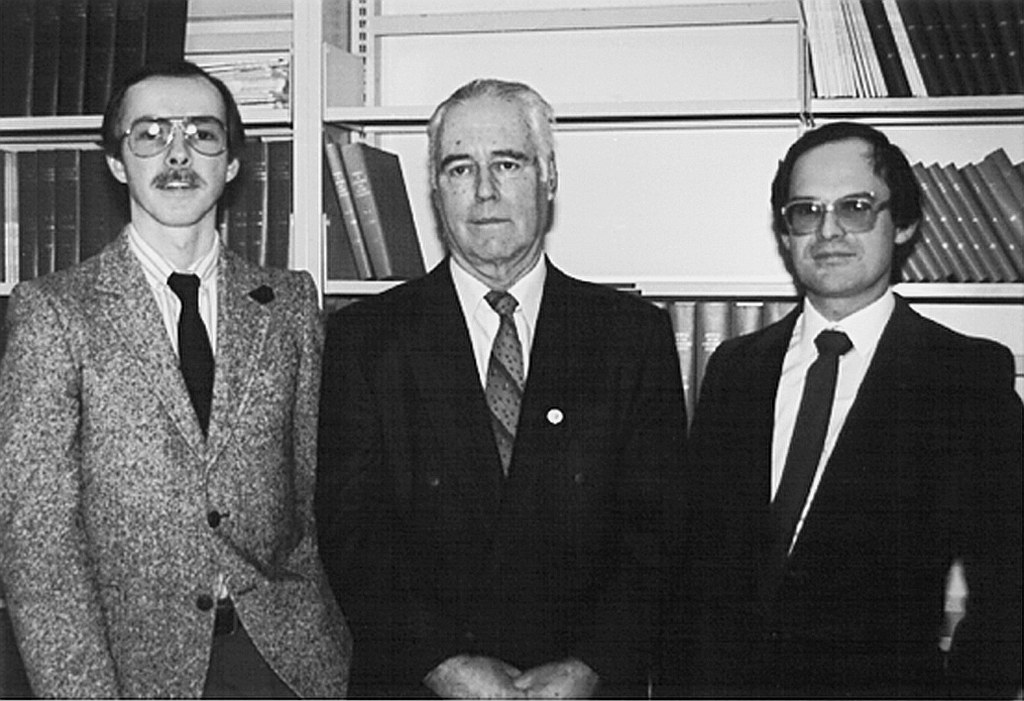
Trois météorologues canadiens ; de gauche à droite : René Laprise (médaillé en 2016), André Robert (médaillé en 1985), Jean-Pierre Blanchet.

La médaille de service distingué de Patterson est décernée par le Service météorologique du Canada (SMC) aux résidents du Canada pour des services rendus à la météorologie. Le prix a été créé en l'honneur de M. John Patterson, un météorologue qui a été directeur et contrôleur du SMC de 1929 à 1946, une période importante dans son développement,. 
La médaille Patterson fut décernée pour la toute première fois en 1954. Elle est considérée comme le prix le plus important pour la reconnaissance du travail exceptionnel réalisé en météorologie par des Canadiens. Il ne s'agit pas d'une distinction de la Société canadienne de météorologie et d'océanographie mais il est coutume d'en annoncer la remise pendant le Congrès annuel de cet organisme.

## Récipiendaires
La médaille fut présentée à John Patterson en 1954. Par manque de fonds, un hiatus de 7 ans s'est passé avant la remise suivante en 1961 quand de SMC s'est engagé à financer le prix. Depuis ce temps, elle est remise annuellement,.
Les récipiendaires sont :
- 2024  James Whiteway
- 2023  Kent Moore[5]
- 2022  Peter Yau
- 2021  Kimberly Strong
- 2020  David Grimes (en)
- 2019  Paul Kushner[6]
- 2018  Michel Jean
- 2017  William (Bill) Appleby
- 2016  René Laprise
- 2015  Charles Thomas McElroy
- 2014  Ronald E. Stewart
- 2013  William W. Hsieh
- 2012  Barry Goodison, John Wilson
- 2011  John Gyakum
- 2010  Gilbert Brunet
- 2009  Bruce Angle
- 2008  George A. Isaac
- 2007  Francis Zwiers & John C McConnell
- 2006  George Boer & John Falkingham
- 2005  Michel Béland
- 2004  Ian D. Rutherford & Theodore G. Shepherd
- 2003  C. Harold Ritchie
- 2002  Timothy R. Oke
- 2001  James D. Abraham
- 2000  Edward P. Lozowski
- 1999  James R. Drummond & Peter H. Schuepp
- 1998  Peter Taylor
- 1997  Nancy B. Cutler & Lawrence A. Mysak
- 1996  Norman A. McFarlane
- 1995  Jacques Derome & Desmond O’Neill
- 1994  Philip Merilees
- 1993  David Phillips
- 1992  George W. Thurtell
- 1991  R.W. (Dick) Peltier & Isztar Zawadzki
- 1990  George W. Robertson
- 1989  Gordon McBean
- 1988  Keith Hage
- 1987  Gordon A. McKay & Douglas M. Whelpdale
- 1986  James P. Bruce
- 1985  André Robert
- 1984  Byron W. Boville
- 1983  John L. Knox  & W.E. (Bill) Markham
- 1982  Svenn Orvig
- 1981  Laurence T. Campbell
- 1980  Morley K. Thomas
- 1979  W.E. Knowles Middleton
- 1978  Roland List
- 1977  Walter F. Hitschfeld
- 1976  J. Reginald H. Noble
- 1975  Wolfgang Baier
- 1974  Robert W. Stewart
- 1973  F. Kenneth Hare
- 1972  Robert Edward Munn
- 1971  Alan W. Brewer
- 1970  Donald C. Archibald & Jay Scott Dickson
- 1969  G. Oscar Villeneuve
- 1968  Warren L. Godson
- 1967  Balfour W. Currie
- 1966  Clarence C. Boughner
- 1965  Donald G. Black & James M. Leaver
- 1964  Andrew Thomson & Patrick D. McTaggart-Cowan
- 1963  Desmond B. Kennedy
- 1962  Reuben A. Hornstein
- 1961  Arthur J. Childs & J. Stewart Marshall
- 1954  John Patterson